# Konare, Dobrici
Konare (în bulgară Конаре, în română Selim-Cuius) este un sat în comuna Gheneral-Toșevo, regiunea Dobrici, Dobrogea de Sud, Bulgaria. 
Între anii 1913-1940 a făcut parte din plasa Balcic a județului Caliacra, România. Majoritatea locuitorilor erau români.

## Demografie
Componența etnică a satului Konare
     Bulgari (100%)
     Nicio identificare (0%)
     Altele (0%)
La recensământul din 2011, populația satului Konare era de 48 locuitori. Din punct de vedere etnic, toți locuitorii erau bulgari.